# Aelurillus v-insignitus
Aelurillus v-insignitus es una especie de araña araneomorfa del género Aelurillus, tribu Aelurillini, familia Salticidae. La especie fue descrita científicamente por Clerck en 1757.
La longitud del cuerpo del macho es de 4,05-5 milímetros y de la hembra 5,5-7,7 milímetros. La especie se distribuye por Europa, Turquía, Cáucaso, Rusia (Europa al Lejano Oriente), Kazajistán, Asia Central y China.